# Villevallier
Villevallier ist eine französische Gemeinde im Département Yonne (Region Bourgogne-Franche-Comté). Sie gehört zum Arrondissement Sens (bis 2017: Arrondissement Auxerre) und zum Kanton Joigny. Die Gemeinde hat 417 Einwohner (Stand: 1. Januar 2022).

## Geographie
Villevallier liegt etwa 32 Kilometer nordwestlich von Auxerre an der Yonne. Umgeben wird Villevallier von den Nachbargemeinden Armeau im Norden, Dixmont im Nordosten, Joigny im Osten und Südosten, Villecien im Süden, Cézy im Süden und Westen sowie Saint-Julien-du-Sault im Westen und Nordwesten.

## Bevölkerungsentwicklung
| Jahr                       | 1962 | 1968 | 1975 | 1982 | 1990 | 1999 | 2006 | 2018 |
| -------------------------- | ---- | ---- | ---- | ---- | ---- | ---- | ---- | ---- |
| Einwohner                  | 273  | 251  | 305  | 366  | 359  | 368  | 435  | 420  |
| Quellen: Cassini und INSEE |      |      |      |      |      |      |      |      |

## Sehenswürdigkeiten
- Kirche Saint-Fiacre aus dem 13. Jahrhundert

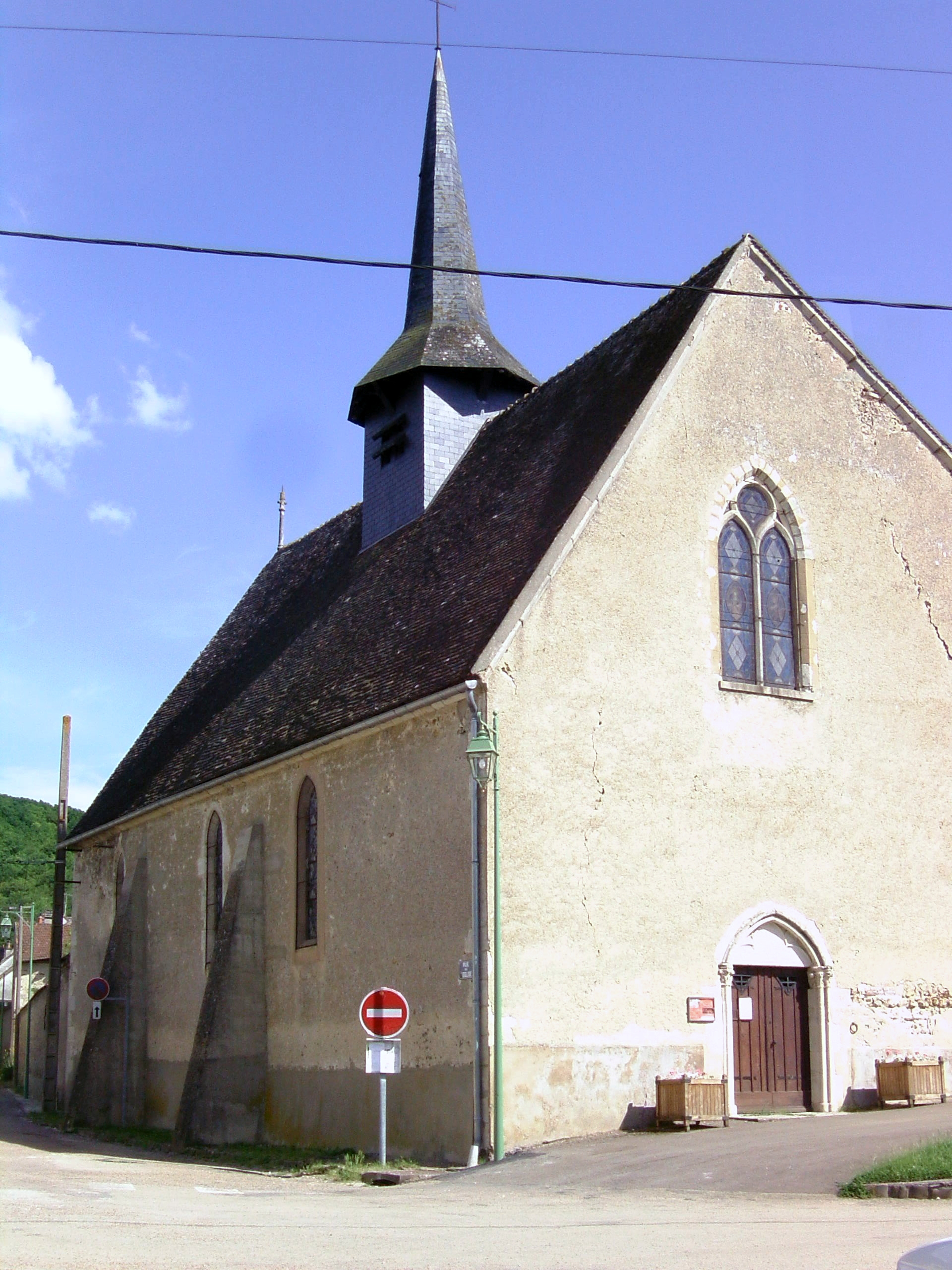
Kirche Saint-Fiacre